# 周玉成 (1904年)
周玉成（1904年4月30日—1971年12月9日），原名周长久，中国人民解放军中将，1955年获一级八一勋章、一级独立自由勋章、一级解放勋章。